# School's Out (sång)
School's Out är titelspåret på Alice Coopers album School's Out. "School's Out" är antagligen Alice Coopers mest kända sång, och har genom sitt sätt att se en skolavslutning blivit en klassiker. Den 8 augusti 1972 gick "School's Out" högst upp i topp på den brittiska singellistan.

## Coverversioner
- 45 Grave 1983, på albumet Sleep In Safety
- Daphne & Celeste år 2000
- A-Teens 2002, på albumen Pop 'Till You Drop och New Arrival
- GWAR 2006, på albumet Beyond Hell
- Krokus 1986, på albumet Change of Address

## Listplacering
| Lista (1972)                       | Topplacering |
| ---------------------------------- | ------------ |
| Amerikanska Billboard Hot 100      | 7            |
| Kanadensiska RPM Top Singles Chart | 3            |
| Germany Singles Chart              | 5            |
| Västtyskla singellistan            | 1            |
| Österrikiska singellistan          | 12           |
| Norska singellistan                | 6            |
| Irländska singellistan             | 2            |
| Nederländska singellistan          | 9            |
| Australiska singellistan           | 22           |

Den amerikanska teve - serien Glee har gjort en egen version av låten, som framfördes i avsnitt 18, säsong 3 av Mark Salling.

### Fotnoter
1. ↑  School's Out på Allmusic (engelska)
2. ↑  [School's Out på Allmusic (engelska) "Alice Cooper - Charts & Awards - Billboard Singles"] Allmusic. Retrieved on August 10, 2009."
3. ↑  http://www.collectionscanada.gc.ca/rpm/028020-119.01-e.php?brws_s=1&file_num=nlc008388.4176&type=1&interval=24&PHPSESSID=ccntousk30frf6h4jsn237nm12
4. ↑  ""German Singles Charts Search for Alice Cooper"" Arkiverad 27 september 2012 hämtat från the Wayback Machine. musicline.de. Retrieved on August 11, 2009."
5. ↑  Jo Rice/Tim Rice/Paul Gambaccini/Mike Read (1979). The Guiness Book of British Hit Singles 2nd Edition. Guinesss Superlatives Ltd. sid. 56. ISBN 0900424990
6. ↑  ""Austrian Singles Charts Search for Alice Cooper"" Austriancharts.at. Retrieved on August 10, 2009."
7. ↑  ""Norwegian Singles Charts Search for Alice Cooper"" norweigancharts.com. Retrieved on August 11, 2009."
8. ↑  ""Irish Singles Charts Search for Alice Cooper"" irishcharts.com. Retrieved on August 11, 2009."
9. ↑  ""Dutch Singles Charts Search for Alice Cooper"" dutchcharts.nl. Retrieved on August 11, 2009."
10. ↑  ""Go-Set Singles Chart Page with "School's Out" Peak Position"" Arkiverad 29 juni 2011 hämtat från the Wayback Machine. Retrieved on November 5, 2009.